# 1967年の文学
1967年の文学（1967ねんのぶんがく）では、1967年（昭和42年）の文学に関する出来事について記述する。

## できごと
- 1月20日 - 中川李枝子（文）と大村百合子（絵）の絵本『ぐりとぐら』（福音館書店）が刊行される[1]。
- 1月23日 - 第56回芥川龍之介賞・直木三十五賞（1966年下半期）の選考委員会開催。
- 2月 - 有吉佐和子の『華岡青洲の妻』（新潮社）が刊行される。同書は1967年年間ベストセラーの総合4位を記録した[2]。
- 2月28日 – 川端康成、三島由紀夫、安部公房、石川淳が帝国ホテルで記者会見し、中国の文化大革命が学問・芸術の自由を圧殺しているとする抗議声明を共同発表する。
- 4月 – 日本近代文学館が開館（名誉顧問：川端康成）。
- 4月 - 馬場のぼるの絵本『11ぴきのねこ』（こぐま社）が刊行される。
- 4月15日 - 松谷みよ子（文）と瀬川康男（絵）の絵本『いないいないばあ』（童心社）が刊行される[3]。
- 10月1日 - 大塚勇三（再話）と赤羽末吉（絵）の絵本『スーホの白い馬』（福音館書店）が刊行される[4]。

## 賞

### 芥川賞・直木賞
第56回（1966年下半期）
- 芥川賞 - 丸山健二『夏の流れ』
- 直木賞 - 五木寛之『蒼ざめた馬を見よ』

第57回（1967年上半期）
- 芥川賞 -  大城立裕『カクテル・パーティー』
- 直木賞 - 生島治郎『追いつめる』

### その他の賞
- 谷崎潤一郎賞（第3回） - 安部公房『友達』、大江健三郎『万延元年のフットボール』
- 群像新人文学賞（第10回） - 近藤弘俊『骨』

## 1967年の本

### 小説・戯曲
- 安部公房 『燃えつきた地図』（新潮社）、『人間そっくり』（早川書房）、『友達・榎本武揚』（河出書房）
- 有吉佐和子 『華岡青洲の妻』（新潮社）
- 大江健三郎 『万延元年のフットボール』（講談社）
- 司馬遼太郎 『殉死』（文藝春秋）
- 三島由紀夫 『荒野より』（中央公論社）、『夜会服』（集英社）、『朱雀家の滅亡』（河出書房新社）
- ガブリエル・ガルシア＝マルケス 『百年の孤独』　※邦訳の刊行は1972年
- リチャード・ブローティガン 『アメリカの鱒釣り』　※邦訳の刊行は1975年

### 評論
- 江藤淳 『成熟と喪失』（河出書房新社）
- 川端康成 『月下の門』（大和書房）
- 三島由紀夫 『葉隠入門』（光文社）

### その他
- 内村剛介 『生き急ぐ スターリン獄の日本人』（三省堂新書）
- 大塚勇三・赤羽末吉 『スーホの白い馬』（福音館書店）
- 坂口三千代 『クラクラ日記』（文藝春秋）
- 中川李枝子・大村百合子 『ぐりとぐら』（福音館書店）、『そらいろのたね』（福音館書店）
- 馬場のぼる 『11ぴきのねこ』（こぐま社）
- 松谷みよ子・瀬川康男 『いないいないばあ』（童心社）

## 死去
- 1月7日 - デイビッド・グーディス、米国の小説家。49歳没。
- 2月14日 - 山本周五郎、山梨県出身の小説家。63歳没。
- 4月12日 - 窪田空穂、長野県出身の歌人・国文学者。89歳没。
- 5月6日 - 周作人、中国の作家・翻訳家。魯迅の弟である。82歳没。
- 5月22日 - ラングストン・ヒューズ、米国の詩人・小説家・社会活動家。65歳没。
- 6月3日 - アーサー・ランサム、イギリスの児童文学作家。83歳没。
- 6月23日 - 壺井栄、香川県出身の小説家。67歳没。
- 7月7日 - 佐藤晃一、秋田県出身のドイツ文学者。53歳没。
- 7月22日 - カール・サンドバーグ、米国の詩人、作家。ピューリッツァー賞受賞。89歳没。
- 8月31日 - イリヤ・エレンブルグ、ソ連の作家。76歳没。
- 10月14日 - マルセル・エイメ、フランスの小説家。65歳没。
- 11月4日 - 野上彰、徳島県出身の翻訳家・著述家。58歳没。